# Acanthodelta atrimacula
Acanthodelta atrimacula là một loài bướm đêm trong họ Noctuidae.